# Охота настойчивостью
Охо́та насто́йчивостью (также иногда называют «охо́та выно́сливостью», охота на измождение) — способ охоты, в которой охотник, который медленнее, чем его добыча, преследует её и достигает результата за счет своей бо́льшей упорности. Этот принцип используют как люди, так и другие животные, например, серые волки, африканские дикие собаки, комодские вараны, пятнистые гиены и другие.
Oхота на основе бега на выносливость проходит в форме изнуряющего жертву бега, целью которого является довести жертву до измождения путем длительного её преследования. При этом из стада травоядных преследуется одно конкретное животное, которое и доводят до измождения. Во многих описаных антропологами племенах такая охота выполнялась коллективно, причем в ней могли участвовать как мужчины, так и женщины, иногда вместе с детьми.
То, что физическая способность человека к такой охоте являлась фактором эволюционного развития на этапе отделения человека от других обезьян, составляет содержание гипотезы Либермана и Брамбла, которые предположили, что главным способом охоты у предков людей было преследование животных бегом с целью довести их до смерти или обездвижущего истощения от усталости. Это эволюционное развитие привело к появлению абстрактного мышления, необходимого для организации подобной охоты, особой организации первобытных коллективов охотников и, собственно, появлению возможности бега на длинные дистанции. Так, на марафонской дистанции скорость тренированного бегуна примерно на 1 км/ч превышает скорость лошади, с которой она способна бежать дистанции более пяти километров. Антилопа способна бежать быстрее человека не более 15 км. При беге с большой скоростью и на большие дистанции у обоих этих животных наступает перегрев организма.

Охотник-бушмен в Ботсване

Охоту настойчивостью используют некоторые бушмены в пустыне Калахари и индейцы в Мексике, которые изматывают жертву многочасовым бегом. Более быстрое животное, например, антилопа, вначале легко убегает от охотника, но тот выслеживает жертву и всё время приближается к ней, пока жертва не обессиливает. Человек является единственным из сохранившихся видов приматов, кто в настоящее время использует охоту настойчивостью, используя свою природную выносливость и присущую ему способность к терморегуляции организма.
Большой выносливости требует охота на слона, проходящая, как правило, в форме его пешего преследования. Такой вид охоты встречается даже на самое быстрое наземное животное — гепарда. Например, в ноябре 2013 года четыре африканских пастуха на северо-востоке Кении успешно применили её в жаркий день, чтобы захватить гепардов, убивавших их коз.
Этнографически показано, что охота настойчивостью велась так же на лося и других животных зимой, когда животные были вынуждены проваливаться в глубоком снегу, а охотник использовал лыжи.
Также элементы такой охоты используются людьми в подводной охоте при преследовании водной добычи.